# Grób Absaloma
Grób Absaloma – starożytny monumentalny grobowiec znajdujący się w Dolinie Cedronu w Jerozolimie, wzniesiony w I wieku p.n.e.
Zgodnie z tradycją znaną Józefowi Flawiuszowi i ojcowi Kościoła Hieronimowi ze Strydonu monument nazywany dzisiaj Grobem Absaloma miał być stelą wzniesioną przez biblijnego Absaloma w Dolinie Królewskiej. Arabowie nazywają monument Tiarą faraona. Wysoki na sześć metrów sześcian, wykuty w skale wapiennej, wieńczy walec nakryty lejowatą piramidą. Każdy z boków zdobią półkolumny, podtrzymujące dorycki fryz. Żydzi mieli w zwyczaju rzucanie w grób kamieniami, okazując w ten sposób dezaprobatę dla nieposłuszeństwa Absaloma. We wnętrzu bloku znajduje się komora grzebalna. Elementy dekoracyjne wskazują na hellenistyczne pochodzenie monumentu (I w. p.n.e.).